# Adonisea fulleri
Adonisea fulleri är en fjärilsart som beskrevs av Mc Elvare 1961. Adonisea fulleri ingår i släktet Adonisea och familjen nattflyn. Inga underarter finns listade i Catalogue of Life.